# Gazaoua (Departement)
Gazaoua ist ein Departement in der Region Maradi in Niger.

## Geographie

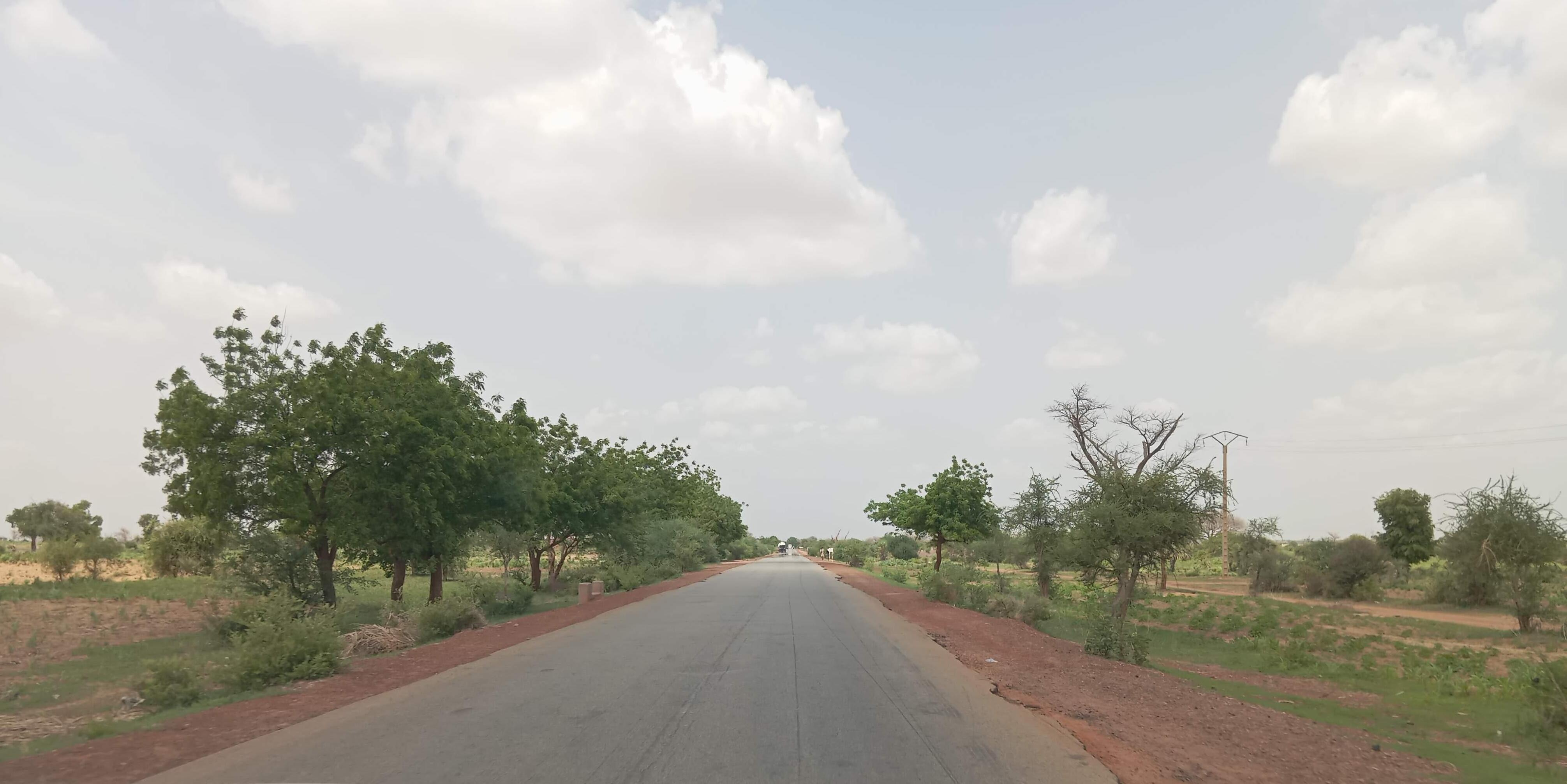
Landschaft im Departement Gazaoua (2024)

Das Departement liegt im Süden des Landes und grenzt an Nigeria. Es besteht aus den Landgemeinden Gangara und Gazaoua. Der namensgebende Hauptort des Departements ist Gazaoua.

## Geschichte
Das Departement geht auf den Verwaltungsposten (poste administratif) von Gazaoua zurück, der 1964 eingerichtet wurde. 2011 wurde der Verwaltungsposten aus dem Departement Aguié herausgelöst und zum Departement Gazaoua erhoben.

## Bevölkerung
Das Departement Gazaoua hat gemäß der Volkszählung 2012 160.536 Einwohner. Von 2001 bis 2012 stieg die Einwohnerzahl jährlich durchschnittlich um 3,4 % (landesweit: 3,9 %).

## Verwaltung
An der Spitze des Departements steht ein Präfekt (französisch: préfet), der vom Ministerrat auf Vorschlag des Innenministers ernannt wird.
| Amtszeit                      | Name                                                               |
| ----------------------------- | ------------------------------------------------------------------ |
| 29. Feb. 2012 – 29. Jul. 2016 | Idi Ibrahim                                                        |
| 29. Jul. 2016 – 30. Jul. 2020 | Abdou Boukari                                                      |
| 30. Jul. 2020 – 4. Dez. 2020  | Mahamane Elhadji Souley (alias Mahaman Elh Souley, Souley Mahaman) |
| 11. Dez. 2020 – 8. Nov. 2021  | Yahouza Alkassoum                                                  |
| 8. Nov. 2021 – 21. Sep. 2023  | Aboubacar Sitou                                                    |
| seit 21. Sep. 2023            | Mahamadou Alzouma Hamadou                                          |